# Сивороги (Кам'янець-Подільський район)
Сиворо́ги — село в Україні, у Дунаєвецькій міській територіальній громаді Кам'янець-Подільського району Хмельницької області.

## Історія
На території села знайдені знаряддя праці доби неоліту і міді.
Перші відомі згадки про поселення з XVI століття.
Церква Різдва Богородиці перебудована у 1737 році із давнішої церкви.
У 1932–1933 роках селяни села пережили влаштований комуністами голодомор.
З 1991 року в складі незалежної України.
13 серпня 2015 року шляхом об'єднання сільських рад, село увійшло до складу Дунаєвецької міської громади.
06 лютого 2019 року релігійна громада храму Успіння Пресвятої Богородиці села перейшла з Московського патріархату в Православну Церкву України. Вперше, в місцевій церкві пролунала молитва українською мовою.
17 липня 2020 року, в результаті адміністративно-територіальної реформи та ліквідації Дунаєвецького району, село увійшло до складу Кам'янець-Подільського району.

## Населення
Населення становить 465 осіб.

### Мова
У селі поширені західноподільська говірка та південноподільська говірка, що відносяться до подільського говору, який належить до південно-західного наріччя.

## Релігія
- Церкви Успіння Пресвятої Богородиці (ПЦУ)

## Відомі люди

### Народилися
- Григорій Гавінчук (нар. 1940) — краєзнавець.
- Василь Файфура (нар. 1940) — український вчений-патофізіолог.
- Сергій Файфура (нар. 1965) — режисер, співак